# Тун, Макс фон
Макс фон Тун (нем. Max von Thun, полное имя — Максимилиан Ромедио Йоханн-Эрнст, граф фон Тун и Гогенштейн (Maximilian Romedio Johann-Ernst Thun-Hohenstein, Graf von Thun und Hohenstein); род. 21 февраля 1977, Мюнхен, Бавария, Германия) — австрийский аристократ, актёр и телеведущий.

## Биография
Макс фон Тун сын австрийского актёра Фридриха фон Туна и его первой жены Габриэллы. Сестра Макса фон Туна является кинопродюсером. Двоюродная бабушка Макса была связана родством с кронпринцем Рудольфом, которого впоследствии фон Тун сыграл в 2006 году в телевизионном фильме «Кронпринц Рудольф. Последняя любовь».
Уже с юных лет Макс фон Тун знал, что такое работа перед камерой. В детстве он играл в телесериале «Наследник Гульденбурга» и в фильме Михаэля Верхувена «Быстрый Герди». В 1993-94 годах играл в труппе британского театра «Сэквилл». Снимался в нескольких телефильмах и телесериалах. С 1999 года на канале MTV был ведущим своей собственной передачи «Кухня», а 2000 и 2001 вёл музыкальную передачу «КлубМакс». В 2001 году играл одну из главных ролей в молодёжной комедии Симона Верхувена «В отрыв!».
В 2008—2009 гг. Макс фон Тун был членом жюри в немецком телевизионном проекте «Superstar». Но после некоторых разногласий и скандалов с другим членом жюри, все же оставил проект.
В 2005 году получил приз по мнению зрителей в категории «Самая популярная звезда среди мужчин» на вручении австрийской телевизионной премии «Золотая Роми» (названо в память актрисы Роми Шнайдер).
Актёр так же является певцом и гитаристом собственной группы «77» (по некоторым данным — «Фон Тун 77»). Название группы является сокращённой формой года рождения фон Туна. 1 июня 2007 года группа выпустила свой первый альбом.